# Shapefile
El formato ESRI Shapefile (SHP) es un formato de archivo informático propietario de datos espaciales desarrollado por la compañía ESRI, quien crea y comercializa software para Sistemas de Información Geográfica como Arc/Info o ArcGIS. Originalmente se creó para la utilización con su producto ArcView GIS, pero actualmente se ha convertido en formato estándar de facto para el intercambio de información geográfica entre Sistemas de Información Geográfica por la importancia que los productos ESRI tienen en el mercado SIG y por estar muy bien documentado.
Un shapefile es un formato vectorial de almacenamiento digital donde se guarda la localización de los elementos geográficos y los atributos asociados a ellos. No obstante carece de capacidad para almacenar información topológica. Es un formato multiarchivo, es decir está generado por varios ficheros informáticos. El número mínimo requerido es de tres y tienen las extensiones siguientes:
- .shp - es el archivo que almacena las entidades geométricas de los objetos.
- .shx - es el archivo que almacena el índice de las entidades geométricas.
- .dbf - es la base de datos, en formato dBASE, donde se almacena la información de los atributos de los objetos.

Además de estos tres archivos requeridos, opcionalmente se pueden utilizar otros para mejorar el funcionamiento en las operaciones de consulta a la base de datos, información sobre la proyección cartográfica, o almacenamiento de metadatos. Estos archivos son:
- .prj - Es el archivo que guarda la información referida al sistema de coordenadas en formato WKT.
- .sbn y .sbx - Almacena el índice espacial de las entidades.
- .fbn y .fbx - Almacena el índice espacial de las entidades para los shapefiles que son inalterables (solo lectura).
- .ain y .aih - Almacena el índice de atributo de los campos activos en una tabla o el tema de la tabla de atributos.
- .xml - Almacena los metadatos del shapefile.

## Limitaciones del formato
El formato shapefile presenta diversas limitaciones y problemas asociados a su uso en la cartografía. Entre los principales inconvenientes cabe destacar que el shapefile está formado por múltiples archivos, lo que requiere una gestión extra para evitar la pérdida de alguno de ellos. Además, el formato de archivo DBF asociado tiene un límite de almacenamiento de 2 Gigas, lo que limita el número de entidades cartografiables en la capa. Otros problemas incluyen la necesidad de utilizar archivos auxiliares para gestionar el sistema de referencia y simbologías de colores y texturas, limitaciones en las consultas por índice espacial, problemas con campos de fecha y nombres de campos, y limitaciones en la tolerancia de X e Y y el redondeo de datos numéricos. Estos inconvenientes pueden afectar la eficacia de la cartografía y es recomendable considerar alternativas para evitar problemas.
Aún a pesar de que adolece de muchas limitaciones debido a su antigüedad y es superado por otros formatos de intercambio de datos geoespaciales, aún sigue siendo muy popular y es utilizado de forma amplia para la distribución de datos SIG. No obstante, se recomienda ir migrando a otras alternativas más modernas que ofrecen más posibilidades en el almacenamiento de los datos como, por ejemplo, GeoPackage (GPKG).